# Nieuw-Wehl
Nieuw-Wehl este o localitate în Țările de Jos, în comuna Doetinchem din provincia Gelderland. Localitatea este situată la aproximativ 10 km vest de Doetinchem. Are o populatie de aproximativ 500 de locuitori. Înainte de 1 ianuarie 2005, a fost o parte a comunei de Wehl, împreună cu satul vecin Wehl. În urma unei reorganizări teritoriale, Nieuw-Wehl a devenit parte a comunei Doetinchem în 2005. În 1925 a fost construită o biserică romano-catolică.